# Kwashiorkor
Kwashiorkor är ett sjukdomstillstånd vid svält när kroppen lider av allvarlig proteinundernäring.
Eftersom födan innehåller för lite proteiner frigörs sådana från muskulaturen. Sjukdomen fick särskild uppmärksamhet i samband med de undernärda så kallade Biafrabarnen under tidigt 1970-tal.
Levern kan inte bilda blodproteiner och då avges vattnet till omkringliggande vävnader eftersom dessa har en större koncentration av lösta joner (se osmoreglering). Detta medför ödem, svullnader av vävnader. Barn är värst utsatta eftersom de behöver proteiner i och med att de växer. Detta leder ofta till att de får bestående kroppsliga och mentala skador. 
Sjukdomens namn härstammar från ett kwaspråk-ord med den ungefärliga betydelsen "sjukdomen ett barn får när ett syskon har fötts", alltså när modern inte längre kan amma det förra barnet.